# Jon amonowy
Jon amonowy, jon amoniowy – kation powstający przez przyłączenie jonu wodorowego do cząsteczki amoniaku. Występuje w solach amonowych. Ma kształt tetraedru.
Jon amonowy powstaje w roztworze wodnym amoniaku:
NH
3 + H
2O → NH+
4 + OH−

Jon amonowy wykazuje podobne właściwości do jonów litowców (w szczególności do jonu K+
). Podobieństwo jest na tyle duże, że nawet udaje się otrzymać amalgamat amonowy. Tworzy się on podczas elektrolizy soli amonowych z użyciem katody rtęciowej, jak również w wyniku działania amalgamatem sodu na ich stężone roztwory.
Jony amonowe można wykrywać i oznaczać za pomocą odczynnika Nesslera.